# Becut americà
El becut americà (Numenius americanus) és una espècie d'ocell de la família dels escolopàcids (Scolopacidae) que, en estiu, habita praderies humides de la zona central i occidental del sud del Canadà, cap al sud, pels Estats Units fins a Nevada i Nou Mèxic, i en hivern platges, terres de conreu i aiguamolls des de Califòrnia i Texas, per Mèxic, fins al Salvador.